# Santa Cruz (Portogallo)
Santa Cruz ('sɐ̃tɐ kɾuʃ) è un comune portoghese di 32 696 abitanti (dato del 2004) situato nella regione autonoma di Madera.

## Società

### Evoluzione demografica
| Popolazione di Santa Cruz (1849 – 2004) | Popolazione di Santa Cruz (1849 – 2004) | Popolazione di Santa Cruz (1849 – 2004) | Popolazione di Santa Cruz (1849 – 2004) | Popolazione di Santa Cruz (1849 – 2004) | Popolazione di Santa Cruz (1849 – 2004) | Popolazione di Santa Cruz (1849 – 2004) | Popolazione di Santa Cruz (1849 – 2004) | Popolazione di Santa Cruz (1849 – 2004) |
| --------------------------------------- | --------------------------------------- | --------------------------------------- | --------------------------------------- | --------------------------------------- | --------------------------------------- | --------------------------------------- | --------------------------------------- | --------------------------------------- |
| 1849                                    | 1900                                    | 1930                                    | 1960                                    | 1981                                    | 1991                                    | 2001                                    | 2004                                    |                                         |
| 7285                                    | 16358                                   | 24852                                   | 29042                                   | 23261                                   | 23465                                   | 29721                                   | 32696                                   |                                         |

## Freguesias
- Camacha
- Caniço
- Gaula
- Santa Cruz
- Santo António da Serra